# كأس رئيس دولة الإمارات 2010–11
النسخة الخامسة والثلاثون من مسابقة كأس صاحب السمو رئيس دولة الإمارات. وهذه هي بطولة خروج المغلوب الممتاز لفرق كرة القدم في دولة الإمارات العربية المتحدة.
طريقة لعب البطولة تم تغييرها عن النسخة السابقة.

## المرحلة الأولى
| فريق 1         | النتيجة                      | فريق 2          |
| -------------- | ---------------------------- | --------------- |
| 20 سبتمبر 2010 |                              |                 |
| الأهلي دبي     | 4 – 0                        | الرمس           |
| الظفرة         | 6 – 0                        | دبا الحصن       |
| القوات المسلحة | 2 – 0                        | الجزيرة الحمراء |
| الشارقة        | 1 – 1 (3 - 4 بركلات الترجيح) | نادي مسافي      |
| الوصل          | 8 – 0                        | التعاون         |
| عجمان          | 9 – 1                        | نادي حتا        |
| العين          | 5 – 0                        | مصفوت           |
| نادي دبي       | 1 – 2                        | دبا الفجيرة     |
| الجزيرة        | 7 – 0                        | رأس الخيمة      |
| 21 سبتمبر 2010 |                              |                 |
| النصر          | 4 – 2                        | العربي          |
| العروبة        | 2 – 1                        | الفجيرة         |
| بني ياس        | –                            | الخليج          |
| الاتحاد كلباء  | –                            | الذيد           |
| الشباب         | –                            | نادي الشعب      |

### المباريات
| الأهلي دبي | 4 – 0 | الرمس |
| ---------- | ----- | ----- |
|            |       |       |

| الوصل | 8 – 0 | التعاون |
| ----- | ----- | ------- |
|       |       |         |

| الشارقة | 1 – 1 بركلات الترجيح (5-6) | نادي مسافي |
| ------- | -------------------------- | ---------- |
|         |                            |            |